# Stade national de rugby
Le Stade national de rugby (en polonais : Narodowy Stadion Rugby) est un stade de rugby à XV de 2 575 places assises situé à Gdynia, en Pologne. 

## Histoire
La construction du stade dure 10 mois, de décembre 2008 à octobre 2009. Son coût est de 30 millions de złotys. L'inauguration a lieu en février 2010, lors d'une rencontre du RC Arka Gdnya. Le stade peut accueillir 2425 personnes dans sa tribune principale, ainsi que 150 supporters extérieurs.
Le stade est construit principalement pour accueillir le club local de rugby, le RC Arka Gdnya. Mais lors des travaux de rénovation du Stade municipal de Gdynia, les deux clubs de football locaux de la ville, l'Arka Gdynia et le SKS Bałtyk Gdynia évoluent dans le stade. Si l'Arka retrouve ensuite son antre, le Bałtyk reste au sein du Stade national de rugby, plus adapté en termes de capacités. En 2011, l'équipe locale de football américain, les Seahawks, s'installent aussi dans le stade.

## Matchs internationaux
Le stade accueille régulièrement des rencontres de l'équipe de Pologne de rugby à XV.
Saisons 2010-2012 :
- Championnat d'Europe - division 1B :  Pologne -  Moldavie - 25-36 (défaite)
- Championnat d'Europe - division 1B :  Pologne -  Belgique - 28-21 (victoire)

Saisons 2012-2014 :
- Championnat d'Europe - division 1B :  Pologne -  Ukraine - 13-12 (victoire)

Saison 2021-2022 :
- Championnat d'Europe - Trophy :  Pologne -  Allemagne - 21-16 (victoire)

Saison 2022-2023 :
- Championnat d'Europe - Championship :  Pologne -  Portugal - 3-65 (défaite)
- Championnat d'Europe - Championship :  Pologne -  Belgique - 21-15 (victoire)
- Championnat d'Europe - Championship :  Pologne -  Allemagne - 18-23 (défaite)

Saison 2023-2024 :
- Match amical :  Pologne -  Forces armées britanniques - 17-14 (victoire)[3]

- Championnat d'Europe - Championship :  Pologne -  Roumanie - 8-20 (défaite)